# Norra Kvill Nationalpark
Norra Kvill er en 1,14 km² stor nationalpark i Rumskulla sokkel i Vimmerby kommun, Kalmar län i Småland. Parken blev etableret i 1927 og udvidet i 1994. Området ejes af den svenske stat gennem Naturvårdsverket.
Nationalparken ligger ca. 19 km nordvest for Vimmerby. Da den blev oprettet i 1927, bestod den af et kerneområde på 27 ha og udvidedes til den nuværende størrelse i 1994. Parken består af ægte smålandsk urskov, og uspoleret nåleskov, der ikke har været fældet i mere end 150 år, og er unik for det sydlige Sverige. Skoven bliver mere og mere naturskov. Nogle af fyrretræer er over 350 år, og nogle eksemplarer har en omkreds på mere end 2,5 meter og en højde på 35 meter. Nogle af fyrretræerne er udstyret med brandalarm efter i alt otte skovbrande, den seneste i begyndelsen af det 20. århundrede.
I parken findes Idhöjden med en højde på 45 meter over de to søer Stora Idgölen og Lilla Idgölen samt Dalskärret. Stora Idgölen, også kaldet "Trollsjön", ligger midt i parken, der grænser op til Lilla Grytgölen. En vandresti løber langs disse søerne. Hele området ligger 230 moh.
Bjerggrunden består af smålandsk granit. Forkastningssprækker har resulteret i et stejlt bakket terræn. På nogle steder udgør store mængder stenblokke sammenhængende blokfelter. I parken er der mere end 200 arter af mos og 100 typer lav. Sumpskoven nordvest for Stora Idgölen vokser blandt andet kærmysse, duskfredløs og engviol. Langs bækkene findes de sjældne græsser Festuca altissima og Circaea alpina.